# Полонский, Владимир Иванович (флагман)
Владимир Иванович Полонский (1891—1979) — советский военно-морской деятель, инженерный работник, преподаватель, начальник кафедры электрооборудования кораблей факультета военного кораблестроения Военно-морской академии им. К. Е. Ворошилова, крупный специалист по электродвижению судов и корабельным электроприводам, доктор технических наук (1955 г.), профессор (1935 г.), инженер-капитан 1-го ранга (1940). Заслуженный деятель науки и техники РСФСР (1956 г.)

## Биография
Русский, из семьи служащих. В 1916 году окончил Петроградский Политехнический институт. В РККФ с октября 1919, беспартийный. На флоте с 1911. С 1922 работает в Военно-морской академии над подготовкой квалифицированных инженер-электриков ВМФ. Во время базирования в Самарканде заканчивает большой труд по специальности. В предвоенные годы преподавал в Высшем военно-морском инженерном училище имени Ф. Э. Дзержинского. Начальник кафедры электрооборудования кораблей факультета военного кораблестроения Военно-морской академии. Автор ряда научных работ и учебных пособий, опытный педагог. Владел английским и немецким языками. В годы Великой Отечественной войны продолжал оставаться на прежней должности, а также являлся постоянным консультантом Научно-технического комплекса (НТК) ВМФ СССР, принимал активное участие в работе Технического комитета НТК.Умер в Ленинграде, похоронен на Богословском кладбище.

Могила Полонского на Богословском кладбище Санкт-Петербурга.

## Звания
- Инженер-флагман 3-го ранга (10 мая 1939);[3][4]
- Инженер-капитан 1-го ранга (8 июня 1940)[5].

## Награды
- Орден Ленина (1945)[6];
- Орден Красного Знамени (1944)[7];
- Орден Красного Знамени;
- Орден Трудового Красного Знамени (1944)[8];
- Медаль «За победу над Германией в Великой Отечественной войне 1941—1945 гг.» (1945);
- Медали

## Публикации
Автор учебников и монографий: «Электродвижение судов» (1929 г.), «Судовые (корабельные) электроприводы» (1940 г.), «Гребные электрические установки» (1958 г.)